# Euphrasina
Der Name Euphrasina, Euphrasia bzw. Eufrasia leitet sich vom griechischen Namen Euphrosyne ab und bedeutet laut Duden „die Frohsinnige“.

## Bekannte Namensträgerinnen
- eine Halbgöttin der griechischen Mythologie
- Euphrasia, eine frühchristliche Jungfrau und Märtyrin, Gefährtin von Theodotus, Thekusa, Alexandra, Phaina, Claudia, Matrona und Julitta, († um 303 in Ankyra, dem heutigen Ankara). Ihr Gedenktag in der katholischen und orthodoxen Kirche ist der 18. Mai.
- Euphrasia Donnelly (1905–1963), US-amerikanische Schwimmerin
- Maria Eufrasia Iaconis (1867–1916), römisch-katholische Ordensfrau
- Natércia Eufrásia Soares Martins (* 1980), osttimoresische Polizistin im Range einer Superintendente
- Maria Euphrasia Pelletier, bürgerlicher Name Rose-Virginie Pelletier (1796–1868), französische Ordensschwester